# 29656 Leejoseph
29656 Leejoseph este un asteroid din centura principală de asteroizi.

## Descriere
29656 Leejoseph este un asteroid din centura principală de asteroizi. A fost descoperit pe 21 noiembrie 1998 la Socorro, New Mexico, în cadrul proiectului LINEAR. Asteroidul prezintă o orbită caracterizată de o semiaxă mare de 2,44 ua, o excentricitate de 0,15 și o înclinație de 2,9° în raport cu ecliptica.